# 長山道直
長山 道直（ながやま みちなお）は、安土桃山時代から江戸時代初期の日本の武士、加賀藩前田家の家臣。通称は久右衛門。

## 略歴
長山道直は長山伊賀守の子と伝えられている。伊賀守の本国は加賀国、生国は山城国で、足利家（室町幕府）へ奉公していた。長山氏は公家出身とも、宇都宮から出たとも伝えられている。
道直は前田利長方で馬廻りをしていた。また、加賀国金沢の石浦城主・山本若狭守の娘と婚姻した。
元和8年（1622年）、病死した。享年64。法名は宗甫。